# Patricia Monthé
Pour les articles homonymes, voir Monthé.
Patricia Monthé est une entrepreneure d'origine camerounaise. 
Elle cofonde et dirige MEDx eHealthCenter et UIZ.CARE, une startup spécialisée dans la dématérialisation des services de santé dans le monde.

## Biographie

### Enfance et scolarité
Guylette Patricia Monthé est né en aout 1983 à Douala au Cameroun. Elle est l'ainée d'une fratrie de trois enfants, elle fait ses études primaires à Petit Joss. Elle poursuit ses études secondaires aux Collège Libermann et Collège Chevreuil de Douala et obtient le baccalauréat G3 au lycée technique de Koumassi. Âgée de 18 ans, elle s'inscrit à la Faculté des Sciences Économiques de l'université de Douala. Elle quitte le Cameroun à l'âge de 19 ans afin de continuer ses études supérieures aux Pays-Bas. Elle est admise à un programme dont la durée d'études est fixée à 4 ans qu'elle complète en trois et demi. Elle obtient un Bachelor en Business Administration et ensuite un master en Gestion de l'information  et des outils informatiques de Roehampton University en Angleterre. 

### Carrière
Guylette Patricia Monthé travaille pendant une dizaine d'années chez Philips et Office Dépôt. Elle conceptualise avec sa sœur MEDx eHealthCenter B.V., un service de santé dématérialisé avec pour but de faciliter l'accès aux soins de santé via sa plateforme digital MEDX eHealthCenter B.V..

## Distinctions
Guylette Patricia Monthé a reçu plusieurs prix en Hollande, en France et en Afrique du Sud grâce à ses différentes compétences.